# Symfonie in Bes (Hindemith)
Symfonie in Bes voor harmonieorkest is een compositie voor harmonieorkest van de Duitse componist Paul Hindemith. 25 jaar na zijn Konzertmusik für Blasorchester, op. 41 schreef hij opnieuw een werk voor harmonieorkest. Hindemith kreeg de opdracht voor het schrijven van deze symfonie van de United States Army Band "Pershing's Own". Dit orkest verzorgde de première op 5 april 1951 onder leiding van de componist als gastdirigent in Washington D.C.. 
In dit werk heeft de esklarinet een belangrijke partij. Het slagwerk wordt slechts spaarzaam gebruikt en alleen voor het accentueren van effecten. 
Het werk werd op langspeelplaat en cd opgenomen door het de Cincinnati College Wind Symphony en de North Texas Wind Symphony onder leiding van Eugene Migliaro Corporan, de University of Michigan Symphony Band onder leiding van H. Robert Reynolds, de New England Conservatory Wind Ensemble onder leiding van Frank L. Battisti, het Eastman Wind Ensemble onder leiding van Frederick Fennell, het Philharmonia Orchestra onder leiding van Paul Hindemith en het Symphonieorchester des Bayerischen Rundfunks onder leiding van Paul Hindemith.